# Día Internacional de la Mujer y la Niña en la Ciencia
El Día Internacional de las Mujeres y las Niñas en la Ciencia es una celebración anual que tiene lugar el 11 de febrero desde 2016, proclamado por la Asamblea General de las Naciones Unidas en 2015.

## Proclamación
El Día Internacional de las Mujeres y las Niñas en la Ciencia fue proclamado por la Asamblea General de las Naciones Unidas el 22 de diciembre de 2015, con el objetivo de promover el acceso y la participación plena y equitativa de las mujeres y las niñas en los campos de la ciencia, la tecnología, la ingeniería y las matemáticas (STEM, por sus siglas en inglés) y para recordar que su participación debe ser fortalecida a nivel global. La proclamación se basó en antecedentes como el informe del 55.º período de sesiones de la Comisión de la Condición Jurídica y Social de la Mujer, del 14 de marzo de 2011, en el que se subrayaba la importancia de la educación y la capacitación de las mujeres en los campos de la ciencia y la tecnología.
La proclamación de este día también se enmarca en la Resolución 70/1, titulada "Transformar nuestro mundo: la Agenda 2030 para el Desarrollo Sostenible", que establece la necesidad de promover la igualdad de género y la educación de calidad como parte de los Objetivos de Desarrollo Sostenible (ODS).

## Celebración
Se celebra anualmente el 11 de febrero, para visibilizar la importancia de la participación de mujeres y niñas en la ciencia y para abordar las barreras estructurales y sociales que limitan su acceso a la educación, la capacitación y el empleo en STEM. La primera conmemoración oficial se llevó a cabo en 2016. Desde entonces, cada año se elige un tema específico para destacar desafíos y promover la igualdad de género en STEM.
Durante la celebración, se desarrollan actividades como conferencias, talleres y debates a nivel mundial, organizadas por la UNESCO y ONU Mujeres en colaboración con gobiernos, universidades y socios de la sociedad civil. Las actividades incluyen la presentación de investigaciones, el reconocimiento de científicas destacadas y la promoción de modelos a seguir para niñas y jóvenes. Además, se aborda el análisis de las barreras persistentes que limitan la participación de las mujeres en la ciencia, como los estereotipos de género, la falta de apoyo institucional y las desigualdades en la educación y el empleo. Como ejemplo, en Estados Unidos, la falta de atracción hacia las carreras científicas y tecnológicas desde la educación secundaria reduce el número de mujeres que eligen estas profesiones. En contraste, en el mundo árabe, aunque las mujeres representan entre el 60 % y el 80 % de las inscripciones en carreras científicas, se enfrentan a obstáculos sociales y laborales que limitan su participación profesional.

## Temas
- 2016: Transformando el Mundo: Paridad en la Ciencia[10]
- 2017: Género, Ciencia y Desarrollo Sostenible: El Impacto de los Medios de Comunicación - De la Visión a la Acción [10]
- 2018: Igualdad y Paridad en la Ciencia para la Paz y el Desarrollo[10]
- 2019: Invertir en las mujeres y las niñas en la ciencia por un crecimiento verde incluyente[10]
- 2020: Igualdad en Ciencia, Tecnología e Innovación: Tendencias y Desafíos Globales[10][11]
- 2021: Más Allá de las Fronteras: Igualdad en la Ciencia para la Sociedad[10]
- 2022: Equidad, Diversidad e Inclusión: El agua nos une[10]
- 2023: Innovar. Demonstrar. Elevar. Avanzar. I.D.E.A.[10]
- 2024: Mujeres y niñas en el liderazgo científico, una nueva era para la sostenibilidad - Piensa en Ciencia, piensa en Paz[10]
- 2025: Despertando vocaciones en carreras STEM: su voz en la ciencia[10]